# Schalsum
Schalsum (en frison : Skalsum) est un village de la commune néerlandaise de Waadhoeke, dans la province de Frise.

## Géographie
Le village est situé au nord-est de Franeker.

## Histoire
Schalsum fait partie de la commune de Franekeradeel avant le 1er janvier 2018, où celle-ci est supprimée et fusionnée avec Het Bildt, Menameradiel et une partie de Littenseradiel pour former la nouvelle commune de Waadhoeke.

## Démographie
Le 1er janvier 2018, le village comptait 135 habitants.